# Чеченский капкан
Чеченский капкан — российский документальный фильм тележурналистов REN-TV Андрея Кузьминова, Артёма Иутенкова и Игоря Прокопенко, повествующий о событиях в Чечне и РФ c 1989 по первую половину 2000-х. Аналог, но более обширный в масштабе, документального фильма специального корреспондента НТВ Алексея Поборцева «По ту сторону войны», повествующего исключительно о событиях 1989—1996 гг.

## Сюжет
Фильм состоит из 5 частей (5 серий) и охватывает различные и ключевые события двух чеченских войн. Фильм состоит из кадров хроники событий периода прихода Дудаева к власти в Чечне 1991—1994 гг., оперативных хроник и кадров из программ телепередач о двух чеченских войнах.
- 1 серия. Заговор — повествование о приходе или приводе к власти Джохара Дудаева. Свидетельства непосредственных участников событий тех лет о том, что же в действительности стояло за приходом мятежного генерала к власти. Раскрываются тайны политической борьбы в Кремле, которые положили начало возникновению чеченского конфликта.

- 2 серия. Штурм — рассказ о вводе войск и начале первой чеченской кампании. Свидетельства солдат и офицеров, участников начала войны. Эксклюзивные кадры новогоднего штурма. Гибель 131 майкопской бригады. Малоизвестные детали штурма чеченской столицы. Фильм основан на кадрах трофейной видеозаписи. Взгляд на эту войну людей, находящихся по обе стороны конфликта: российских солдат и чеченских боевиков.

- 3 серия. Измена — суть серии — после затяжного и кровопролитного штурма чеченской столицы зимой 1995 года федеральным войскам удаётся сломить сопротивление дудаевцев и загнать боевиков в горы. Но неожиданно в боевые действия вмешивается Кремль. Частые перемирия и смертоносный рейд ещё мало кому известного полевого командира Шамиля Басаева в Будённовск ставят в тупик огромную военную машину. Именно в это время в мятежной республике всходят молодые побеги террора.

- 4 серия. Террор — фильм повествует о начале того кошмара, которым ознаменовалась Вторая чеченская война — терроризме. Почему генерал Геннадий Трошев (он один из героев фильма) сказал, что Хасавюртовское соглашение «явилось фактически началом второй войны»? На что боевики тратили «мирные годы»? Как мог в центре Грозного возникнуть невольничий рынок? Кто подбил бандитов на вторжение в Дагестан и с каких закулисных договорённостей начиналась Вторая Чеченская война?

- 5 серия. От Норд-Оста до Беслана — фильм начинается с июня 2000 года, когда главой администрации чеченской республики становится Ахмад Кадыров, бывший верховный муфтий Чечни, объявивший джихад России и участвовавший в 1994—1996 годах в боевых действиях против федералов. В чём загадка симпатии Кремля к новому чеченскому лидеру? Кто был заинтересован в гибели Кадырова в 2004 году? Война в Чечне закончена, считают официальные власти в России. Террористическая война против России продолжается. Теракт в Каспийске и трагедия «Норд-Оста», куда ведут нити террористических заговоров? Планы исламских фундаменталистов и иностранных спецслужб по созданию исламского халифата на Северном Кавказе. Когда трагедия Беслана была неизбежна…

Впервые был показан в эфире канала REN-TV на неделе с 27 сентября по 1 октября 2004 года.

## Съёмочная группа
- Режиссёры: Максим Смирнов
- Авторы: Андрей Кузьминов, Артем Иутенков, Игорь Прокопенко и продюсеры: Игорь Прокопенко[2],
- Репортёр: Александр Борисов[3]
- Операторы: Леонид Зотенко, Евгений Соловьев, Юрий Клищев[3], Виктор Ёркин.

## Награды и премии
- «2 серия. Штурм» — XI национальная телевизионная премия ТЭФИ в номинации «Телевизионный документальный сериал» (2005)[4][5]
- «2 серия. Штурм» — номинант 50-го Международного телефестиваля в Монте-Карло в номинации «Телевизионные сериалы» (2010)[3]

Первая премиями фестиваля детективных фильмов Detectivefest 2005
Премия им. Артема Боровика за лучшее расследование 2005 г.